# 9207 Petersmith
9207 Petersmith (1994 SF12) là một tiểu hành tinh vành đai chính được phát hiện ngày 29 tháng 9 năm 1994 bởi Spacewatch ở Kitt Peak.